# Mörkrets backe
Mörkrets backe är ett naturreservat i Kungsörs kommun i Västmanlands län.
Området är naturskyddat sedan 1960 och är 6 hektar stort. Reservatet består av grova ekar och lindar i en hage som används som betesmark.